# Hydrogène liquide

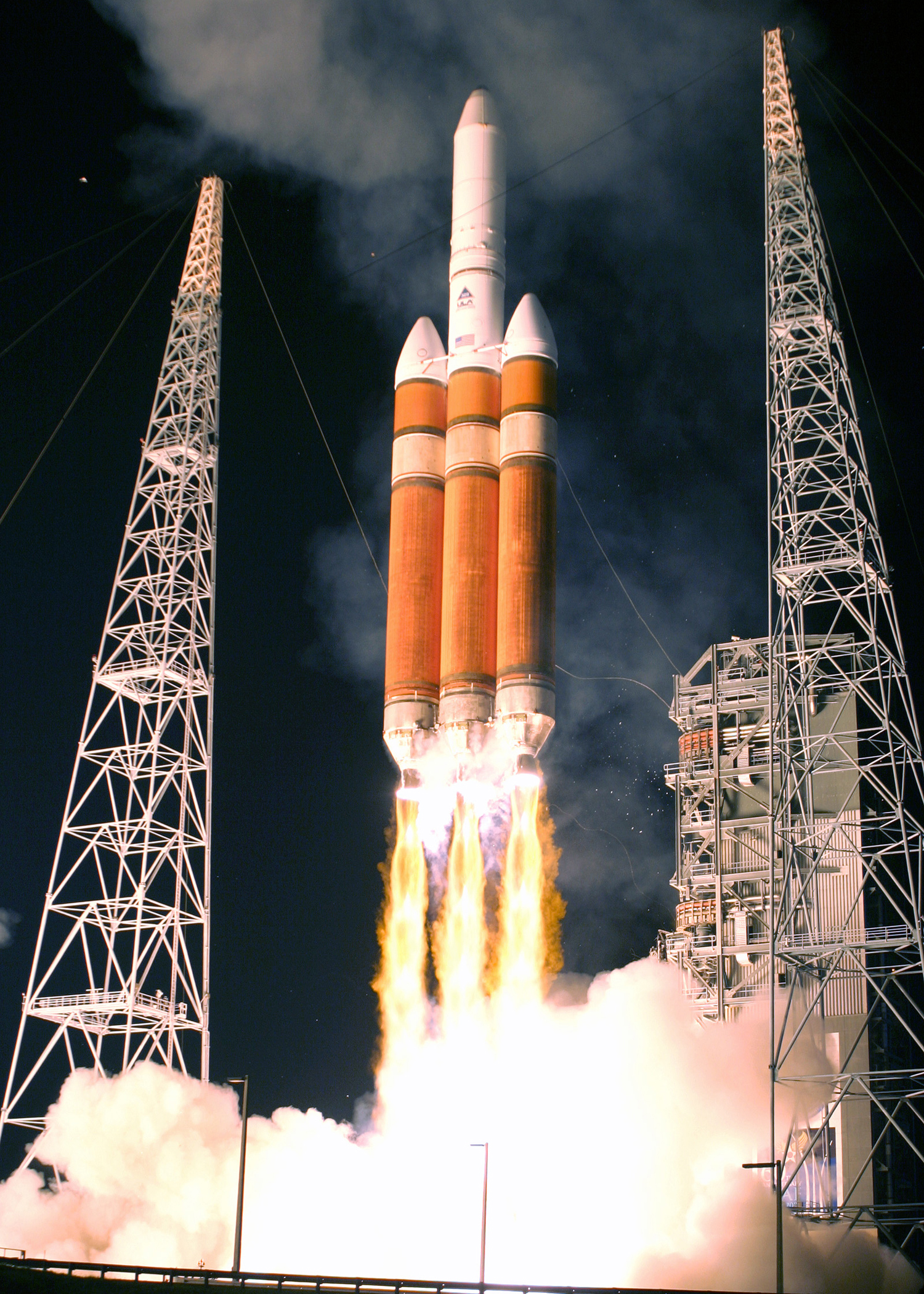
Lancement du satellite militaire DSP-23 le 10 novembre 2007 à bord d'un lanceur Delta IV Heavy propulsée à l'hydrogène liquide (LH2) avec de l'oxygène liquide (LOX).
Propulseurs d'appoint Heavy : LOX / LH2
- Impulsion spécifique : 410 s.
- Poussée : 3312 kN pour chacun des deux propulseurs.
- Durée : 249 s.
1er étage : LOX / LH2
- Impulsion spécifique : 410 s.
- Poussée : 3312 kN.
- Durée : 259 s.
2e étage : LOX / LH2
- Impulsion spécifique : 462 s.
- Poussée : 110 kN.
- Durée : 850 à 1 125 s.

Pour les articles homonymes, voir LH2.
Pour un article plus général, voir Dihydrogène.
L'hydrogène liquide est le dihydrogène refroidi en dessous de son point de condensation, soit 20,28 kelvins (−252,87 °C) à pression atmosphérique (101 325 Pa). Il a alors une masse volumique de 70,973 kg/m3.
Il est généralement désigné par l'acronyme LH2 pour les applications astronautiques. C'est en effet l'un des combustibles liquides les plus utilisés au décollage, par exemple par la navette spatiale américaine, le lanceur Delta IV ou le lanceur Ariane 5.

## Liquéfaction du dihydrogène
Le chimiste et physicien écossais James Dewar fut le premier à parvenir, en 1899, à liquéfier l'hydrogène, en combinant le refroidissement mécanique du gaz avec une détente adiabatique. Son procédé fut amélioré par un autre chimiste et physicien, le Français Georges Claude, pour donner ce qu'on appelle depuis le cycle de Claude :
- cycle à l'azote : refroidissement à 80 K avec de l'azote liquide ;
- cycle à l'hydrogène : compressions et détentes successives pour refroidir le gaz, dont une partie est recyclée comme réfrigérant pour alimenter le cycle ;
- détente isenthalpique de Joule-Thomson pour liquéfier l'hydrogène à 20 K.

Un autre procédé, le cycle de Brayton, utilise l'hélium liquide (le seul gaz à se liquéfier à une température inférieure à celle du dihydrogène) mélangé à l'argon (pour augmenter son poids moléculaire moyen afin de le rendre thermodynamiquement plus efficace dans les phases de refroidissement par compression).
L'énergie de liquéfaction théorique du dihydrogène (fonctionnement idéal) est d'environ 14 MJ/kg depuis la pression atmosphérique, c'est-à-dire seize fois plus que pour liquéfier une masse équivalente de diazote.

## Masse volumique du dihydrogène liquide

### Comparaison avec les hydrocarbures liquides
La masse volumique de l'hydrogène liquide est faible de sorte que le nombre d'atomes d'hydrogène contenu dans un volume donné d'hydrogène liquide est moins élevé que dans le cas de certains hydrocarbures liquides. La chaleur de combustion d'un volume donné d'hydrogène liquide est inférieure à celle du même volume de ces hydrocarbures.

### Compression du dihydrogène gazeux
La masse volumique du dihydrogène gazeux est de 0,089 88 g/L, alors que celle du dihydrogène liquide atteint 70,9 g/L.
La compression du gaz sous 800 atmosphères conduit à un gaz ayant une masse volumique de 44 g/L.

## Isomérie de spin du dihydrogène
La molécule de dihydrogène connaît deux formes allotropiques :
- le parahydrogène, dans lequel les deux noyaux sont de spin opposé ;
- l'orthohydrogène, dans lequel les deux noyaux ont aligné leur spin.

L'orthohydrogène représente 75 % des molécules à température ambiante, mais seulement 0,21 % à 20 K, la transition ortho → para étant exothermique (527 kJ/kg). Afin d'éviter qu'elle ne survienne pendant le stockage, et ne provoque l'ébullition d'une partie importante du gaz liquéfié (près de la moitié en dix jours si on laisse la conversion se faire naturellement), on réalise jusqu'à 95 % de la conversion ortho → para au moment de la liquéfaction à l'aide de catalyseurs tels que l'oxyde de fer(III) Fe2O3, le charbon actif, l'amiante platiné, les terres rares, des composés de l'uranium, l'oxyde de chrome(III) Cr2O3 ainsi que certains composés en nickel.